# Ozymandias (poesia)
Ozymandias (pronuncia inglese: ˌɒzɪˈmændi.əs, in italiano "Osimandia") è un sonetto di Percy Bysshe Shelley scritto nel 1817, pubblicato per la prima volta nella rivista Examiner l'11 gennaio 1818, successivamente inserito nella raccolta dell'autore Rosalind and Helen, a modern eclogue with other poems nel 1819. È uno dei più famosi poemetti dello scrittore romantico, e uno degli esempi più illuminanti del filone politico di questo movimento letterario.
In aggiunta alla potenza di temi e immagini, la poesia si distingue per il virtuosismo nella dizione. Lo schema delle rime del sonetto è insolito: ABAB ACDC EDE FEF.

## Contenuti
Il tema centrale di Ozymandias è l'inevitabile declino degli uomini di potere e dei loro imperi, per quanto grandi e potenti potessero essere stati.

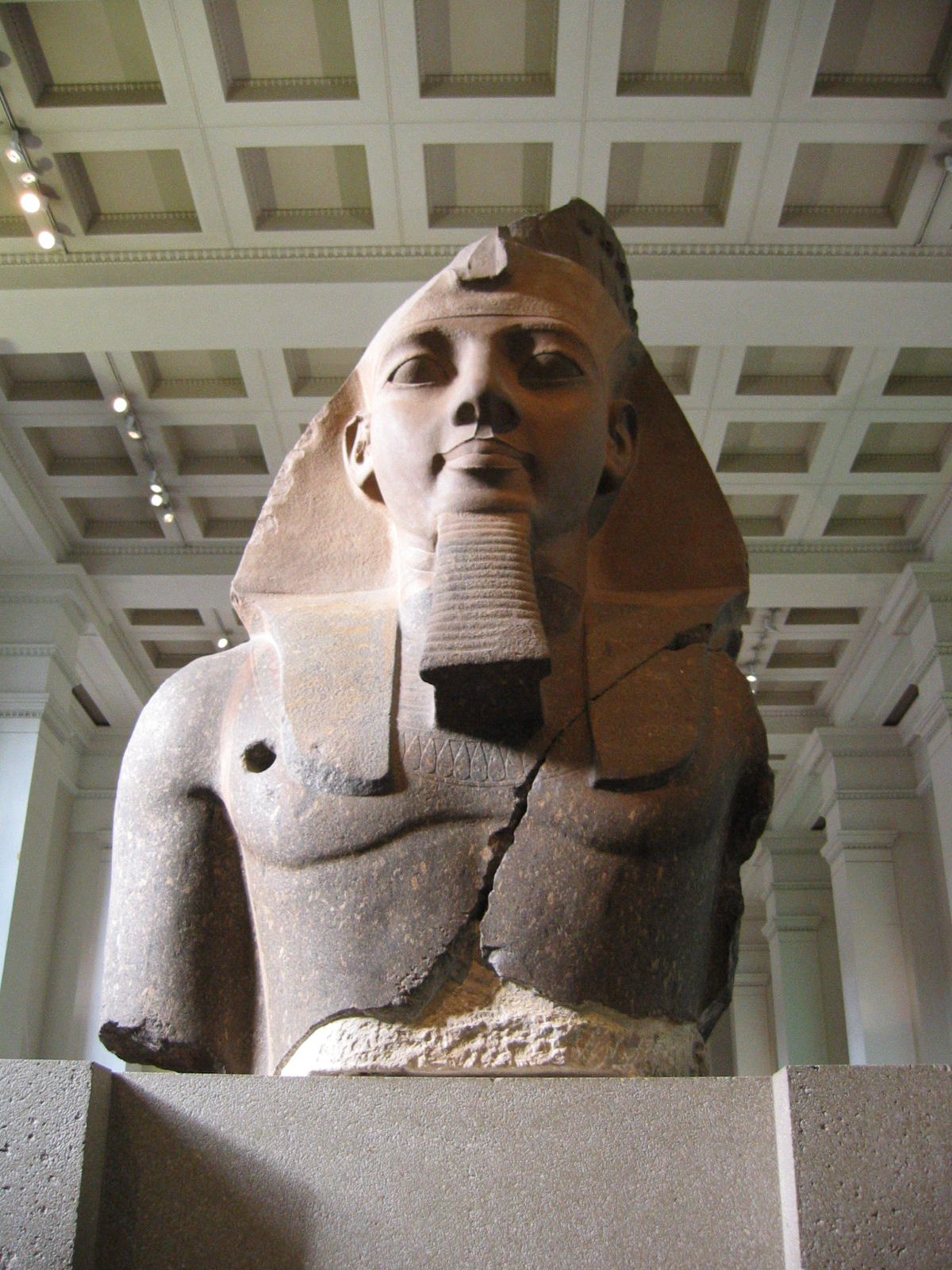
La statua di Ramesse II, chiamato Ozymandias, che si pensa ispirò la composizione. Si trovava al British Museum

Ozymandias era infatti un soprannome di Ramsete II, faraone della diciannovesima dinastia dell'Antico Egitto. Il soprannome proviene da una trascrizione in greco di una parte del nome regale di Ramesse, User-maat-re Setep-en-re.
Il sonetto interpreta la traduzione di Diodoro Siculo dell'iscrizione alla base della statua, in cui Ramesse solleciterebbe, per aiutare chi chiedesse chi fosse e che cosa mai avesse fatto, a portare come prova la grandezza delle sue opere. Scrive in realtà Diodoro Siculo: 
(Diodoro Siculo, Biblioteca Storica, I, 47, 4)
Il sonetto celebra l'anonimo scultore e la sua opera artistica, mentre Shelley visita virtualmente le rovine di una potenza passata per trarne una composizione musicale e compatta, imperniata sul racconto di un viaggiatore riguardo lontane e distanti rovine nel deserto. "Le solitarie e piatte sabbie" che si stendono nell'orizzonte, e circondano la statua sradicandola dall'imponente costruzione che Diodoro descrive, suggeriscono probabilmente un vuoto causato da un abuso di potere di cui "nulla accanto rimane"; infatti per quanto grandi siano le opere di Ramesse, il tempo le cancella lentamente, come svanito nel nulla è il suo impero, e Shelley sembra appunto rivolgere lo stesso monito agli imperi a lui contemporanei.

## Origini
Si dice che Shelley avesse preso ispirazione dall'arrivo a Londra di una grandissima statua di Ramesse II, acquisita per conto del British Museum dal pioniere dell'Egittologia Giovanni Belzoni nel 1816.
Gli studiosi Rodenbeck e Chaney, tuttavia, mettono in evidenza che la poesia fu scritta e pubblicata prima dell'arrivo della statua in Gran Bretagna, per cui era impossibile che Shelley l'avesse vista; in realtà la fama della statua ne aveva preceduto lo sbarco nel Regno Unito (Napoleone, per esempio, aveva in precedenza tentato di acquisirla per la Francia) e pertanto avrebbe potuto essere la sua fama o la notizia del suo imminente arrivo a ispirare l'autore. Altre fonti indicano che invece potrebbe essere stata l'educazione classica (in cui di certo lo studio di Diodoro faceva parte dell'insegnamento del greco) ad ispirare Shelley, ed anche Smith, la cui versione del sonetto è riportata più sotto.
Tra i significati arcaici di "to mock" è "fare una imitazione della realtà", ma nel sonetto è il significato più moderno di "ridicolizzare" (specialmente parodiando) ad essere preferito nell'interpretazione.
Il sonetto è spesso citato o riprodotto scorrettamente, in particolare il verso XI dove si legge "Look on my works, ye Mighty, and despair!" il cui "on" è rimpiazzato con "upon", trasformando il verso decasillabo (pentametro giambico) in un endecasillabo.

## Testo
Who said: Two vast and trunkless legs of stone

Stand in the desert. Near them on the sand,

Half sunk, a shatter'd visage lies, whose frown

And wrinkled lip and sneer of cold command

Tell that its sculptor well those passions read

Which yet survive, stamp'd on these lifeless things,

The hand that mock'd them and the heart that fed.

And on the pedestal these words appear:

"My name is Ozymandias, king of kings:

Look on my works, ye Mighty, and despair!"

Nothing beside remains. Round the decay

Of that colossal wreck, boundless and bare,

Che diceva: “Due enormi gambe di pietra stroncate

Stanno imponenti nel deserto… Nella sabbia, non lungi di là,

Mezzo viso sprofondato e sfranto, e la sua fronte,

E le rugose labbra, e il sogghigno di fredda autorità,

Tramandano che lo scultore di ben conoscere quelle passioni rivelava,

Che ancor sopravvivono, stampate senza vita su queste pietre,

Alla mano che le plasmava, e al sentimento che le alimentava:

E sul piedistallo, queste parole cesellate:

«Il mio nome è Ozymandias, re di tutti i re,

Ammirate, Voi Potenti, la mia opera e disperate!»

Null'altro rimane. Intorno alle rovine

Di quel rudere colossale, spoglie e sterminate,

Le piatte sabbie solitarie si estendono oltre confine”.»
(Traduzione di Antonio Taglialatela)

## La versione di Smith
A quanto sembra, il sonetto è stato scritto da Shelley in competizione con il suo amico Horace Smith, dato che Smith pubblicò un sonetto un mese dopo quello di Shelley nella stessa rivista.
Il soggetto e la sinossi sono fondamentalmente gli stessi, così come il messaggio. Inizialmente aveva lo stesso titolo dell'altro sonetto, ma più tardi Smith rinominò il proprio con il nome "On A Stupendous Leg of Granite, Discovered Standing by Itself in the Deserts of Egypt, with the Inscription Inserted Below".
Oltre al riferimento nel testo classico, Smith, essendo un appassionato egittologo, potrebbe aver letto della statua nel libro di Richard Pococke, A Description of the East and some other Countries, Volume I, pubblicazione che sarebbe stata molto diffusa tra gli appassionati dell'antico Egitto.
Stands a gigantic Leg, which far off throws

The only shadow that the Desert knows:

"I am great OZYMANDIAS," saith the stone,

"The King of Kings; this mighty City shows

"The wonders of my hand." The City's gone,

Nought but the Leg remaining to disclose

The site of this forgotten Babylon.

We wonder, and some Hunter may express

Wonder like ours, when thro' the wilderness

Where London stood, holding the Wolf in chace,

He meets some fragments huge, and stops to guess

What powerful but unrecorded race

Once dwelt in that annihilated place.»
(Horace Smith)

## Nella cultura di massa
- Ozymandias è il nome usato da Adrian Veidt, uno dei protagonisti del fumetto Watchmen di Alan Moore. Il personaggio appare nell'omonimo film interpretato da Matthew Goode e nella serie tv sequel interpretato da Jeremy Irons.
- Ozymandias è il titolo originale dell'episodio 5x14, in italiano "Declino" ,della serie televisiva Breaking Bad. Il sonetto è stato utilizzato a fini promozionali in una sequenza nel quale l'attore protagonista della serie, Bryan Cranston, lo legge.[15]
- Nel film Cracks la studentessa Poppy (alias Imogen Poots) recita a memoria il sonetto di Shelley di fronte alla sua classe.
- Ozymandias è tema ricorrente ed ispiratore anche del film Alien: Covenant, diretto da Ridley Scott; nella pellicola l'umanoide sintetico David, interpretato da Michael Fassbender, la recita più volte per sottolineare il declino dell'umanità da lui augurato e ricercato. Tuttavia il sonetto è deliberatamente attribuito per errore a Byron ma durante il confronto con l'altro umanoide clone di David dal nome Walter, interpretato sempre da Fassbender, in una sequenza lo corregge chiarendo che lo scrittore è Shelley mostrando cosi allo spettatore la differenza costruttiva delle due versione di umanoide (David fallace mentre Walter evoluto).
- La poesia viene recitata nell'episodio Meal Ticket del film La ballata di Buster Scruggs dal personaggio di Harrison, il ragazzo inglese senza arti che si esibisce con un monologo nel suo spettacolo "Il tordo senza ali".
- È il nome del figlio della protagonista (Sarah Paulson) nella settima stagione di American Horror Story: Cult, un ragazzino destinato a un grande futuro nei deliri di colui che crede di essere suo padre.
- Nell'episodio La nomenclatura neonatale della sitcom The Big Bang Theory, uno dei protagonisti, Sheldon Cooper, propone il nome di Ozymandias per il futuro figlio di Howard e Bernadette.
- Nel 2021 è stato pubblicato Ozymandias, un videogame di strategia 4X per PC dello sviluppatore The Secret Games Company ambientato nell'Età del Bronzo.
- Nel 2023 il nome è stato utilizzato nell'espressione "il gattofilo Ozymandias" nell'episodio 9 della quarta stagione della serie HBO Succession.
- Ozymandias è citato dal protagonista Tyler Durden nel libro Fight Club di Chuck Palahniuk
- Quattro versi della poesia, quelli relativi al piedistallo cesellato di Ozymandias, vengono recitati appena si finisce di ricercare la tecnologia "costruzione" nel videogioco Civilization IV